# 타케타 신이치
다케타 신이치(일본어: 武田 真一, 1967년 9월 15일~)는 일본의 언론인으로 NHK 소속 남자 아나운서이다. 쓰쿠바 대학 출신이며 1990년에 NHK에 입사했다. "NHK의 귀공자"라는 애칭을 갖고 있다.

## 학력
- 쓰쿠바 대학

## 경력
- NHK 아나운서

## 진행 프로그램
- NHK 뉴스 7